# William Smith (zapaśnik)

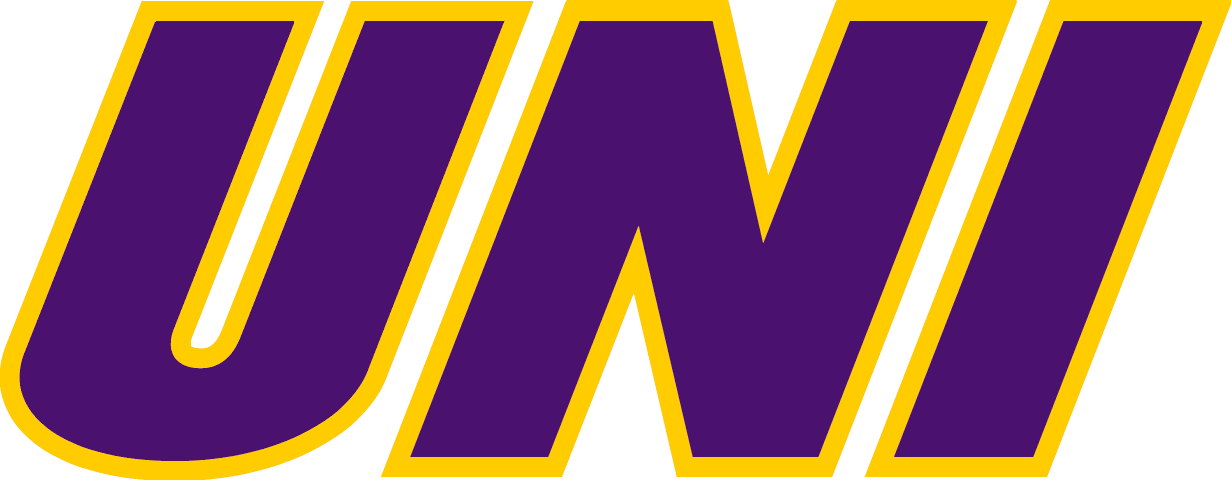
Zawodnik Northern Iowa Panthers

William Thomas „Bill” Smith (ur. 17 września 1928 w Portlandzie, zm. 20 marca 2018 w Humboldt) – amerykański zapaśnik walczący w stylu wolnym. Złoty medalista olimpijski z Helsinek 1952, w kategorii do 73 kg.
Zawodnik Thomas Jefferson High School w Council Bluffs i University of Northern Iowa. Dwa razy All-American w NCAA Division I (1949–1950). Pierwszy w 1949 i 1950 roku.
Trener zapasów, w tym reprezentacji olimpijskiej Kanady na igrzyskach w Meksyku 1968.

## Letnie Igrzyska Olimpijskie 1952
| Konkurencja      | Rundy eliminacyjne     | Rundy eliminacyjne    | Rundy eliminacyjne         | Rundy eliminacyjne    | Rundy eliminacyjne | Rundy eliminacyjne | Rundy eliminacyjne         | Klas. końcowa |
| Konkurencja      | Przeciwnik I           | Przeciwnik II         | Przeciwnik III             | Przeciwnik IV         | Przeciwnik V       | Przeciwnik VI      | Przeciwnik VII             | Miejsce       |
| ---------------- | ---------------------- | --------------------- | -------------------------- | --------------------- | ------------------ | ------------------ | -------------------------- | ------------- |
| 73 kg styl wolny | Antonio Rosado (MEX) Z | Nick Mohammed (CAN) Z | Alberto Longarella (ARG) Z | Muhammad Musa (EGY) Z | Per Berlin (SWE) P | wolny los Z        | Abdollah Mojtabavi (IRI) Z | 1.            |